# Josyp Kordyš

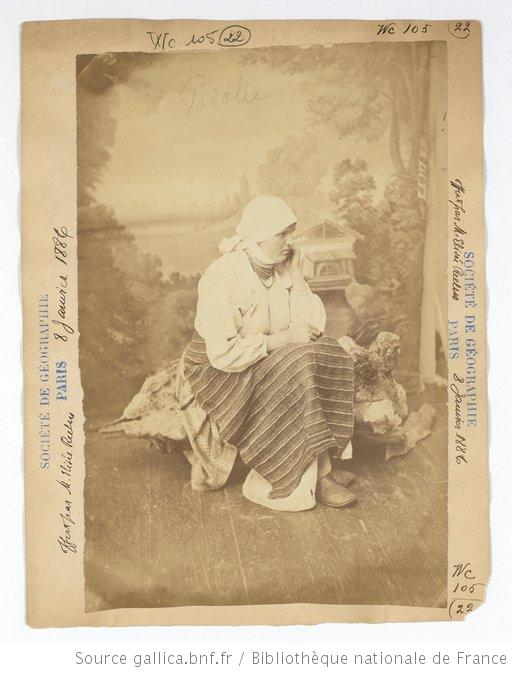
Z cyklu Podoljané, 1886

Josyp Kordyš nebo Józef Kordysz (1824 – asi 1878 nebo 1896) byl kyjevský fotograf, člen jihozápadní pobočky Imperiální geografické společnosti.

## Životopis
V roce 1868 otevřel fotografické studio v Kyjevě, současně měl pobočku v Kamenci-Podolském a také v Oděse. Na svém logu měl: „Fotograf Kyjevské univerzity sv. Vladimíra". Byl členem jihozápadní divize Imperiální geografické společnosti. V té době sdružovala vědce různých specializací: historiky, statistiky, geografy, ekonomy, meteorology, kartografy, filology, folkloristy a byla skutečným vědeckým centrem.
Spolu s Ja. Temněnkem fotografoval obyvatele Kyjeva v národním kroji v souvislosti se zavedením vojenské služby. Pořídil také portréty skladatele Mykoly Lysenka, historika M. Kostomarova, spisovatele Ivana Nečuje-Levyckého (1873). Podílel se na vytváření projektu Album kostýmů Ruska. V sedmdesátých letech 19. století vydal „Etnografické album Maloruska Josypa Kordyše, člena jihozápadního oddělení Ruské geografické společnosti“. V roce 1875 vydal Album ruských typů. V roce 1876 vydal fotoalbum s portréty přátel Mychajla Drahomanova a dvaceti pohledy na Kyjev.
Jeho fotografické studio bylo považována za jedno z nejlepších, bylo umístěno na Volodymyrské ulici (Tamarin dům naproti divadlu), později na Chreščatyku, ve Sklovského domě (nyní č. 15).
Zemřel během rusko-turecké války, pravděpodobně v roce 1878. Jiné zdroje uvádějí rok 1896. Po smrti Josypa Kordyše fotografie přešly na V. Zagorského. Na Zagorského byl přepsán také kamenný ateliér, když Kordyš odjížděl do Kyjeva.

## Galerie

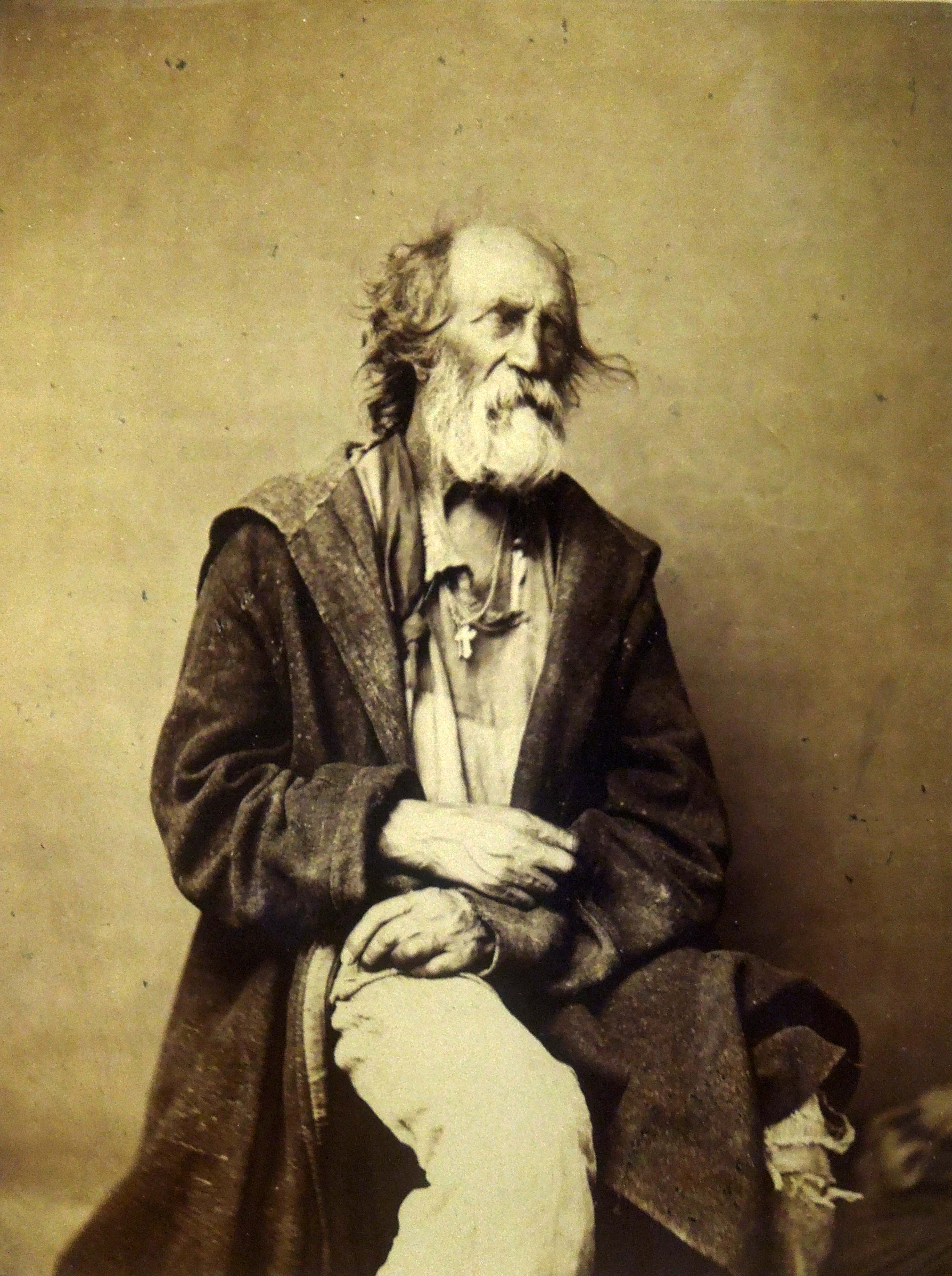
Ukrajinský dědeček
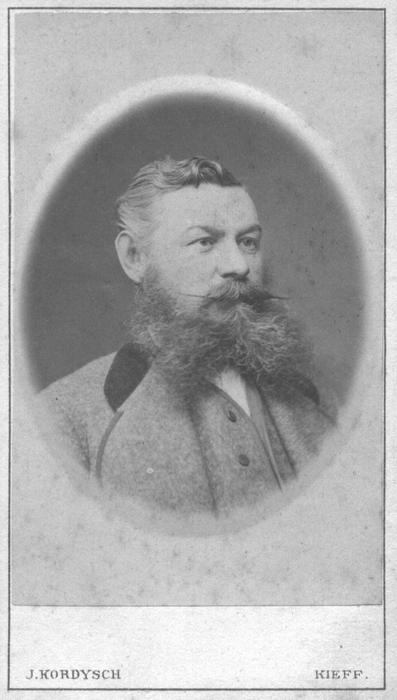
Portrét neznámého muže
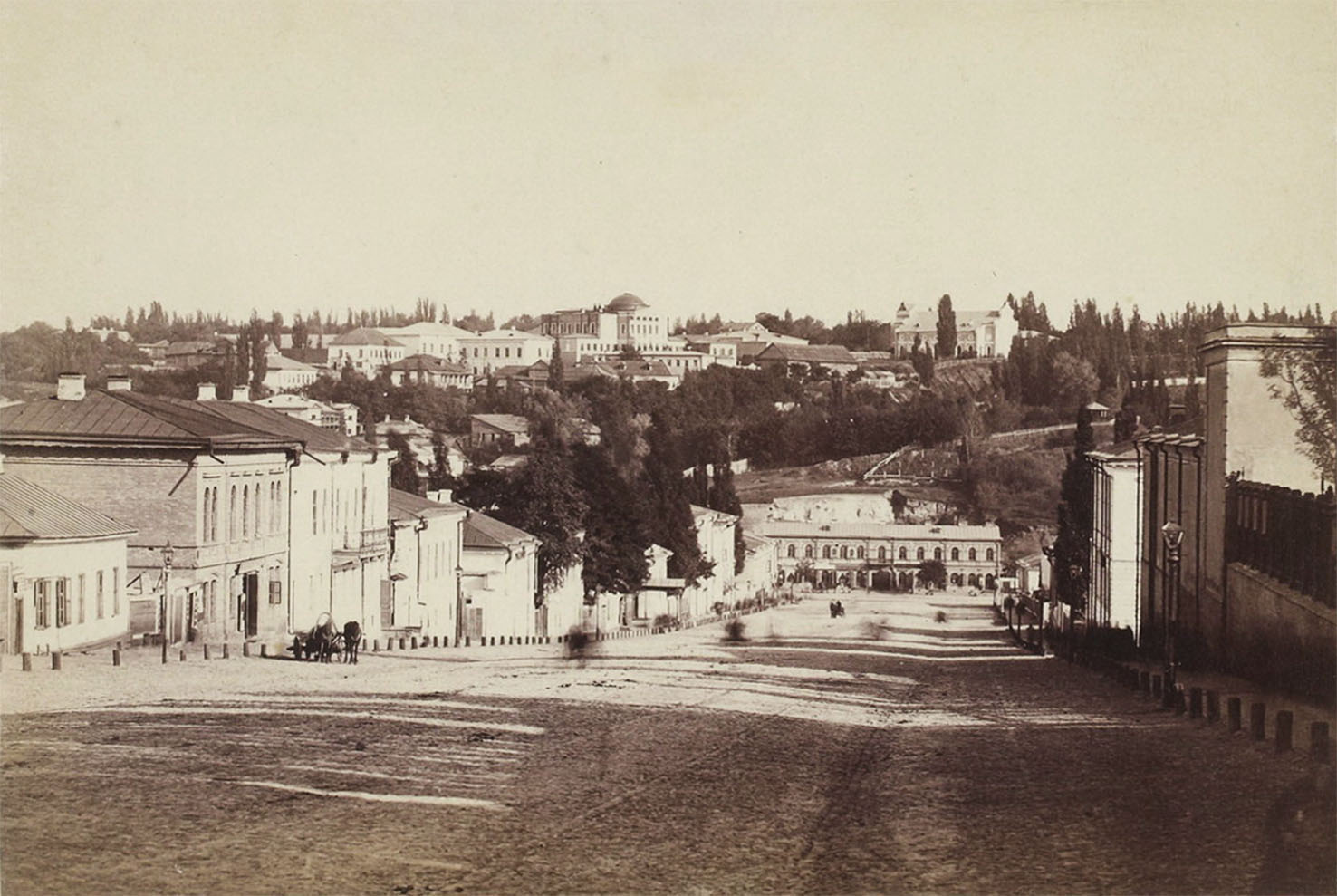
Lypki, 1886
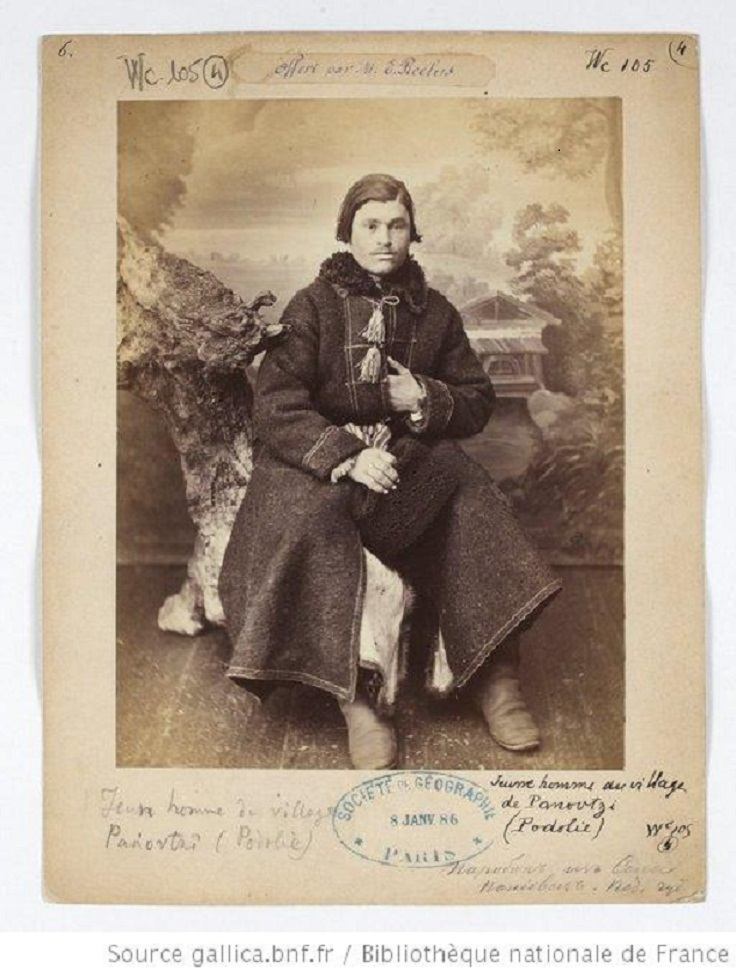
Z cyklu Podoljané, 1886
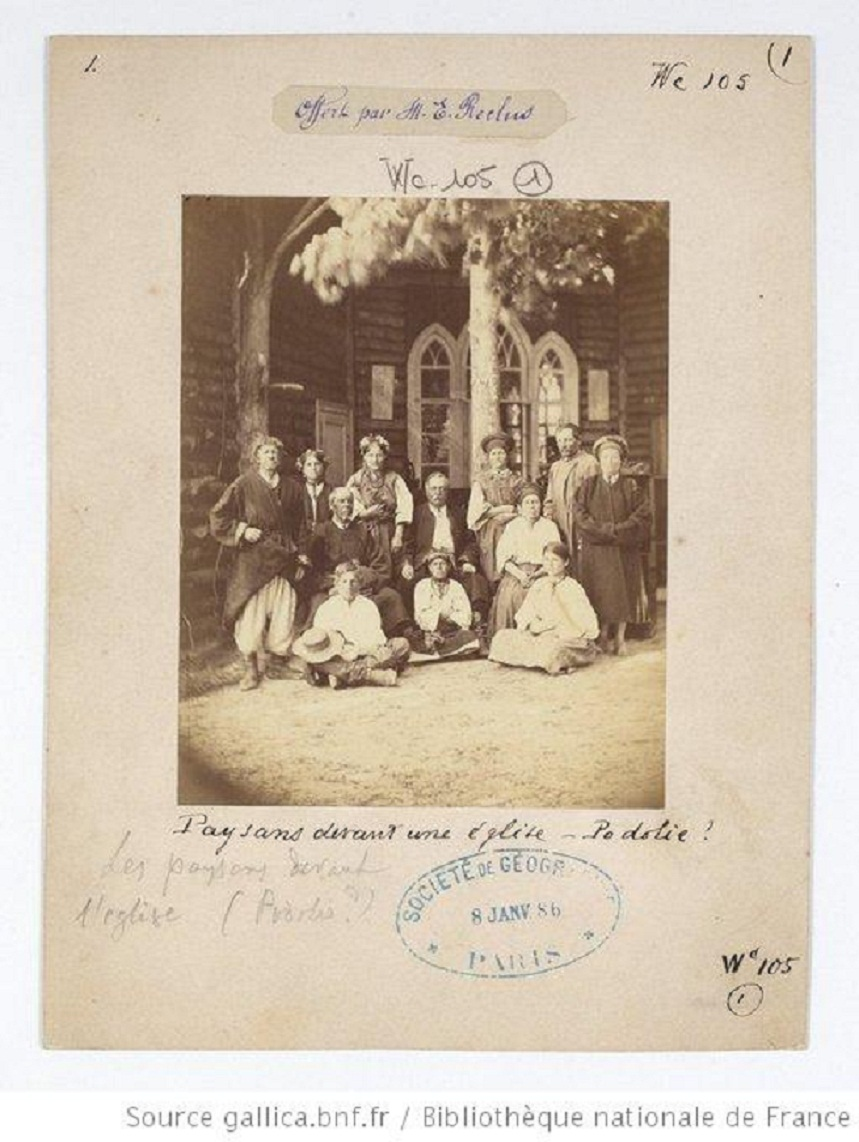
Z cyklu Podoljané, 1886
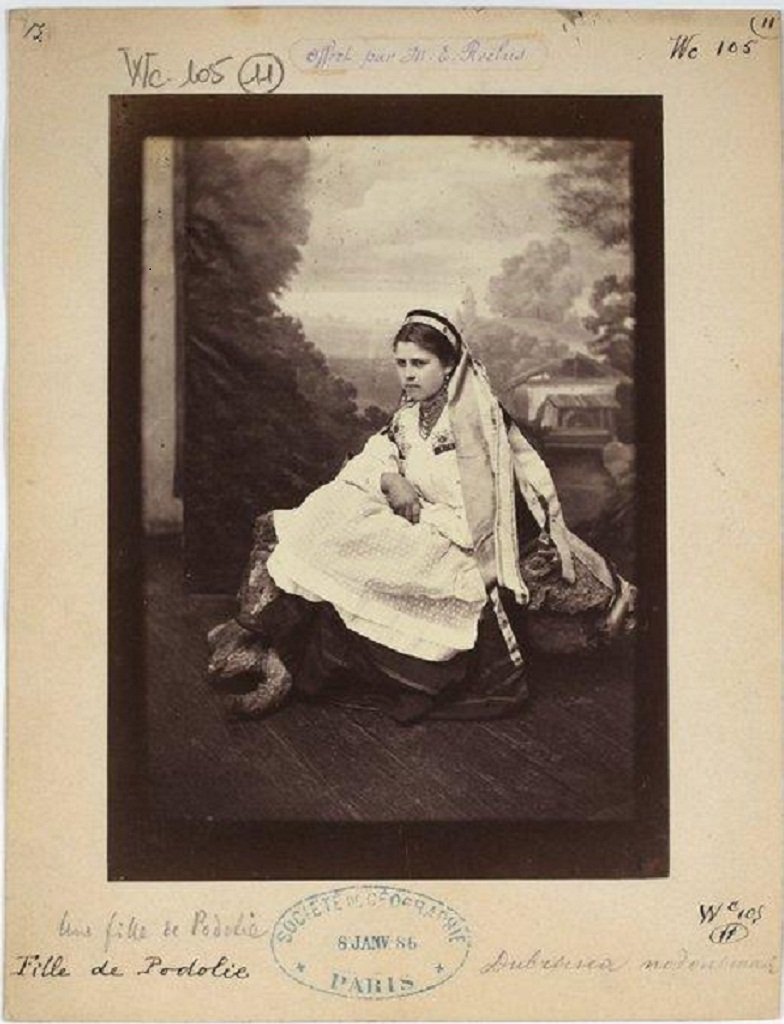
Z cyklu Podoljané, 1886
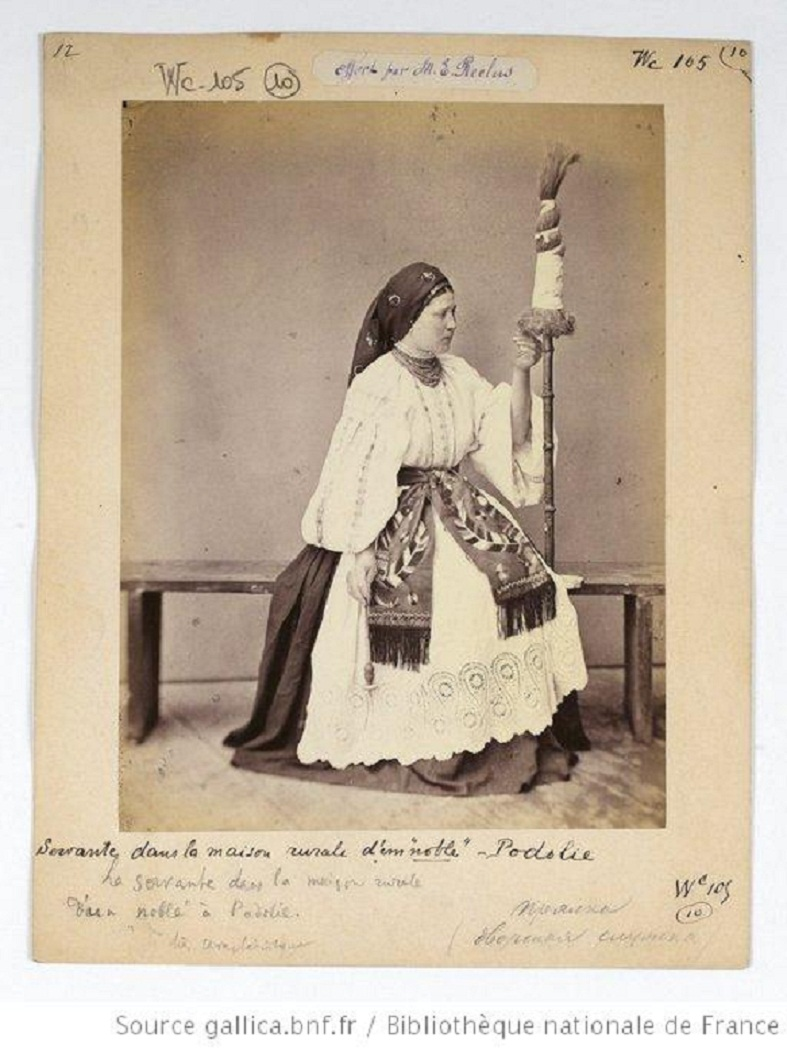
Z cyklu Podoljané, 1886
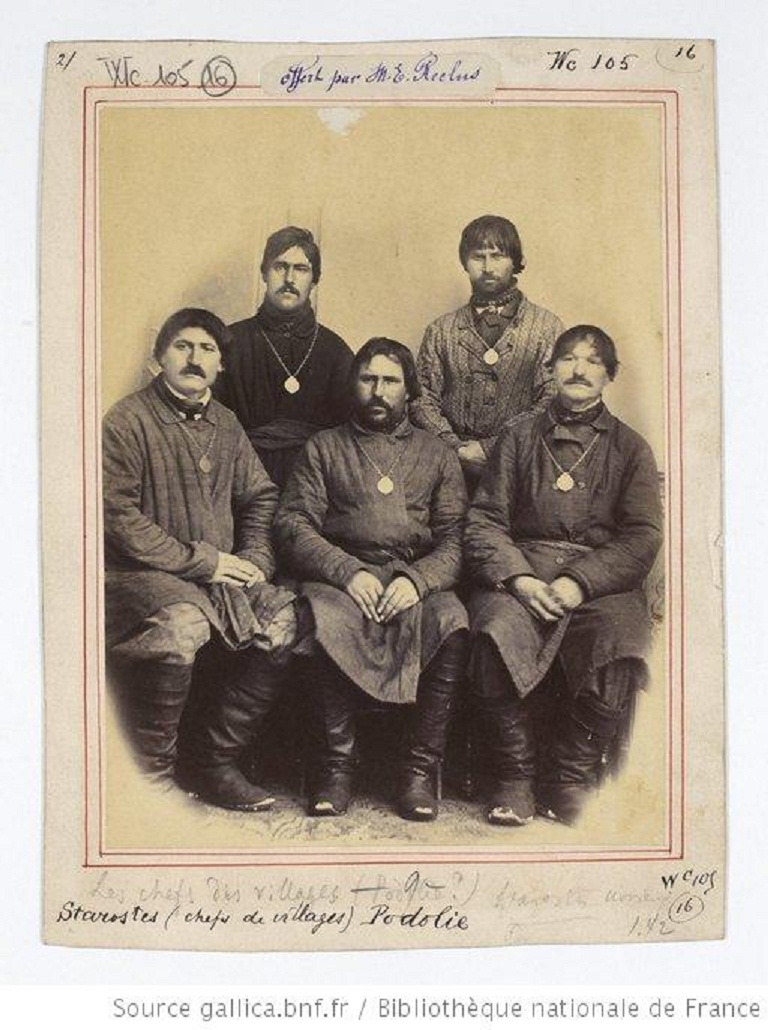
Z cyklu Podoljané, 1886
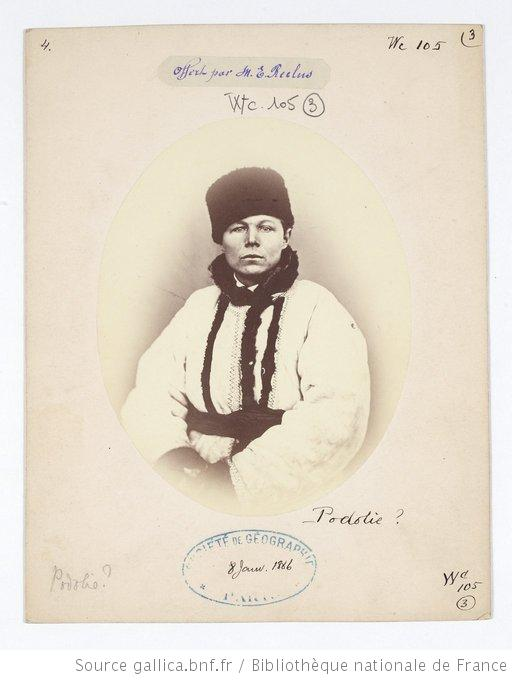
Z cyklu Podoljané, 1886
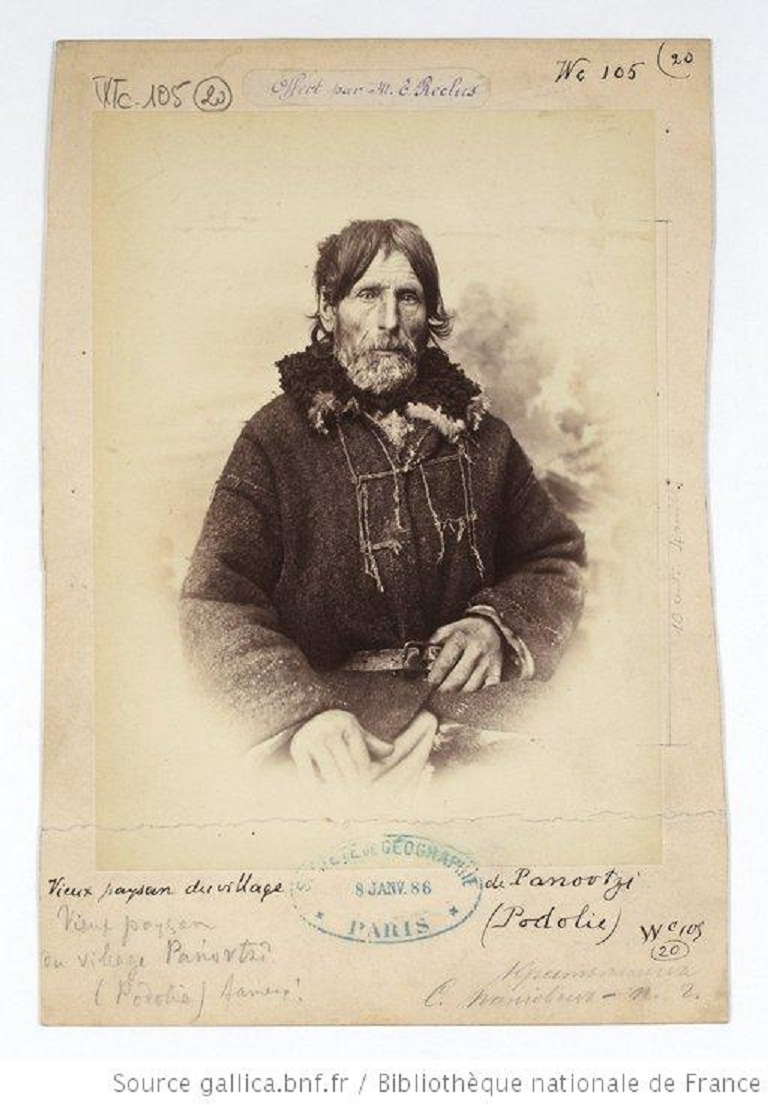
Z cyklu Podoljané, 1886
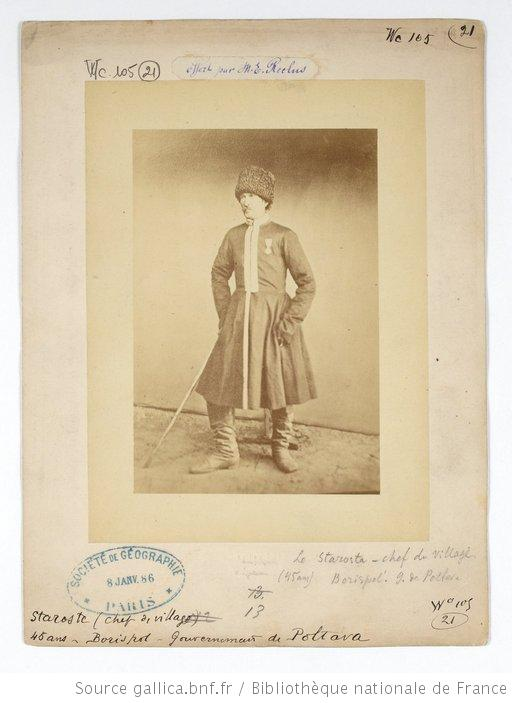
Poltava, 1886
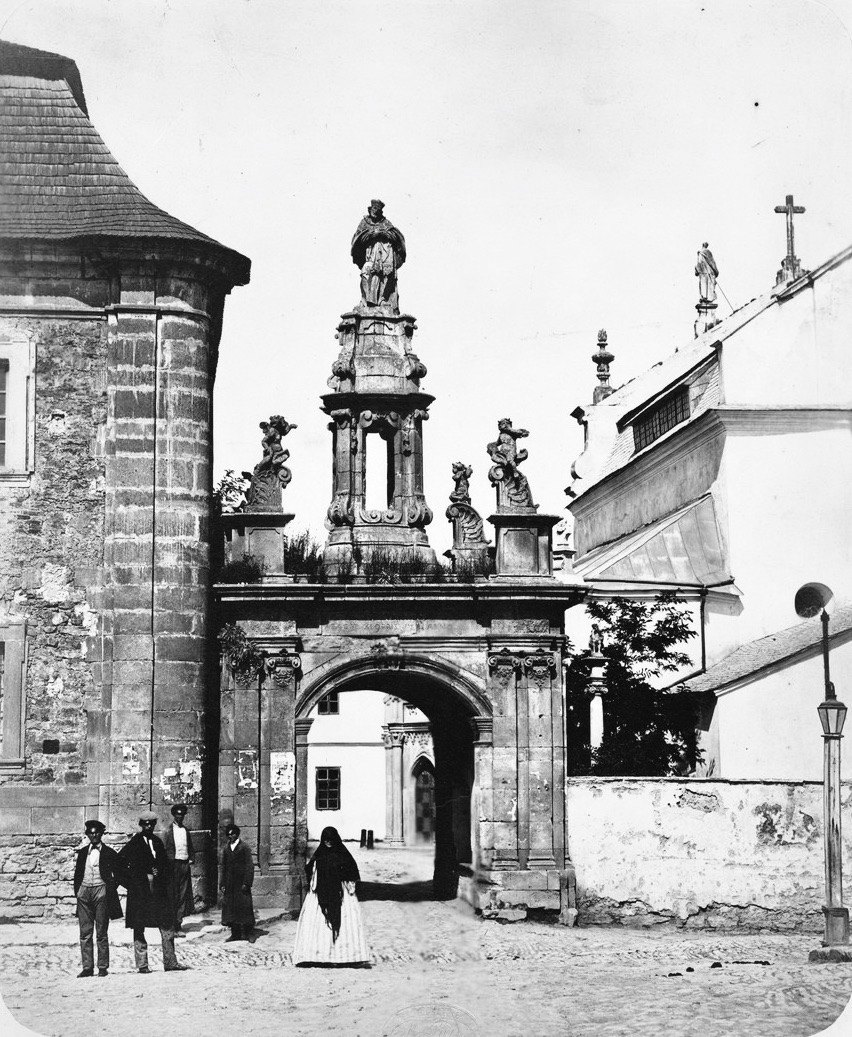
Triumfální oblouk pro Stanislava II. Augusta Poniatowského 1781
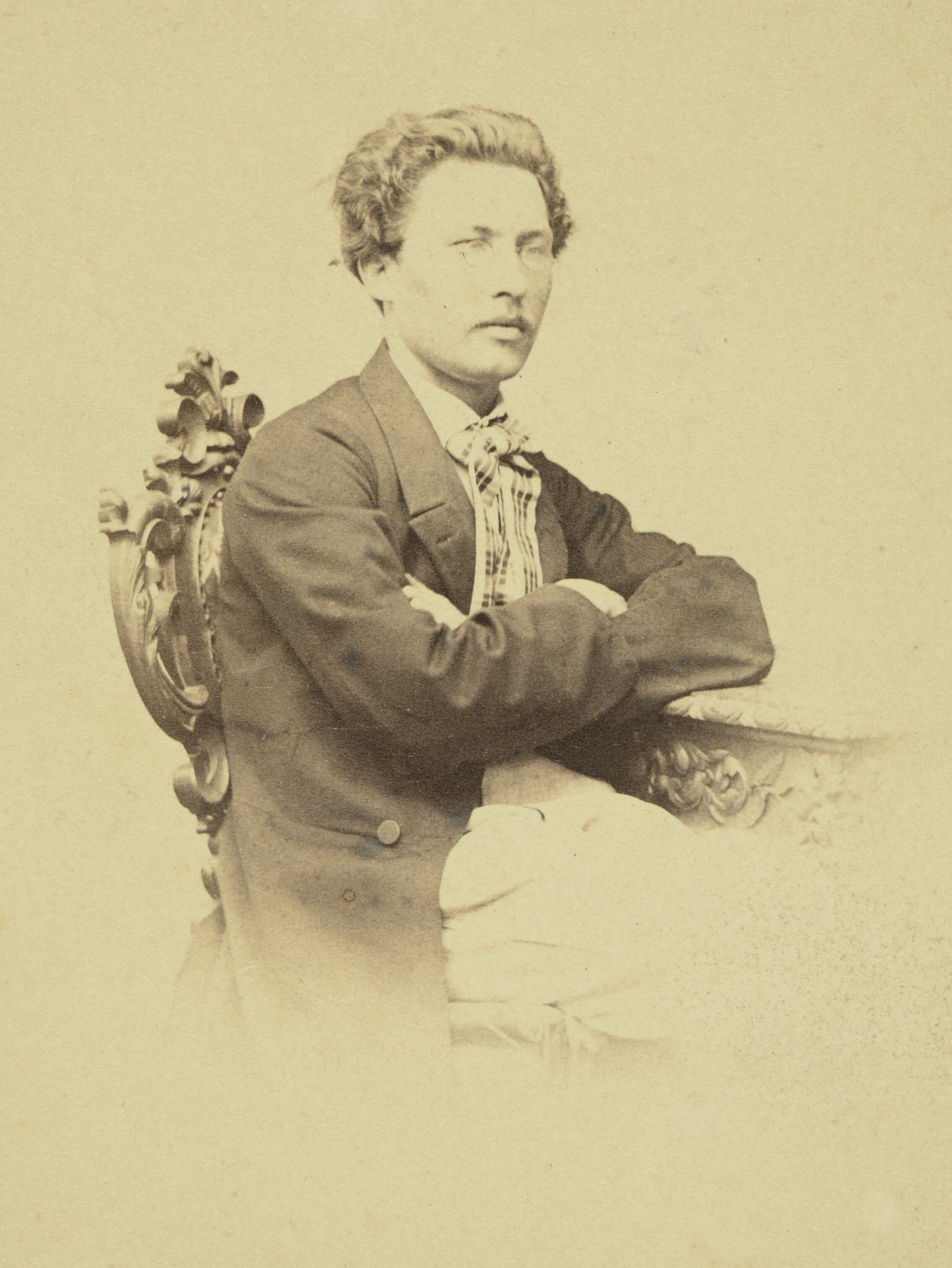
Wincenty Stadnicki, 1869
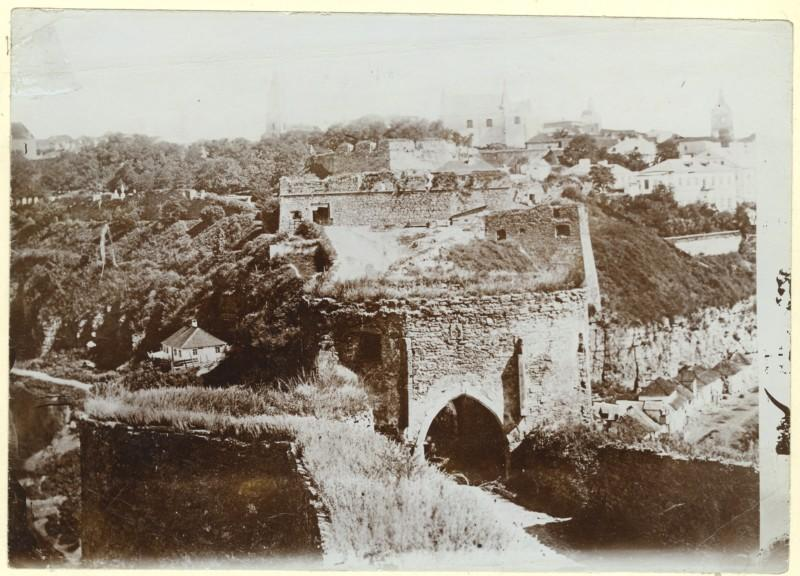
Hrad Kamenec Podolský, 1865